# ستيف بومان (لاعب كرة قدم أمريكية)
ستيف بومان (بالإنجليزية: Steve Bowman)‏ هو لاعب كرة قدم أمريكية أمريكي، ولد في 30 نوفمبر 1944 في باسكاغولا في الولايات المتحدة.

## وصلات خارجية
- ستيف بومان على موقع مرجع كرة القدم المحترفة.كوم (الإنجليزية)
- ستيف بومان على موقع JustSportsStats.com (الإنجليزية)
- ستيف بومان على موقع كلية كرة القدم في سبورتس رفرنس.كوم (الإنجليزية)